# Emmanuel Louis Masqueray
Emmanuel Louis Masqueray (Dieppe, 10 settembre 1861 – Saint Paul, 26 maggio 1917) è stato un architetto francese naturalizzato statunitense.

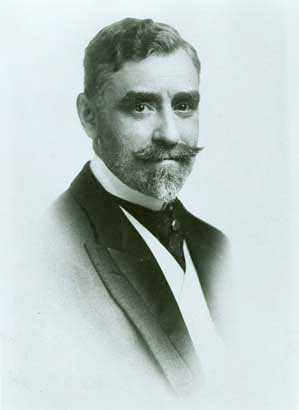
Emmanuel Louis Masqueray nel 1909

Figura preminente nella storia dell'architettura americana, sia come abile progettista di edifici simbolo sia come influente insegnante della professione di architetto, dedito ai principî dell'architettura Beaux-Arts.

## Biografia
Nacque in Francia, a Dieppe, il 10 settembre 1861 da Charles-Emmanuel Masqueray e Henriette-Marie-Louise de Lamare. Studiò a Rouen e Parigi. Avendo deciso di diventare architetto, studiò all'École des beaux-arts di Parigi, come allievo di Charles Laisné e Léon Ginain, e ottenne il premio Deschaumes dall'Institut of France. Ricevette anche il premio Chandesaigues. Mentre era a Parigi, prestò servizio anche nella Commission des Monuments Historiques.
Masqueray fu un membro fondatore della Society of Beaux-Arts Architects (ora Van Alen Institute) e dell'Architectural League of New York, del capitolo di New York dell'American Institute of Architects, nonché dell'organizzazione nazionale. Masqueray morì a St. Paul, Minnesota, il 26 maggio 1917.

### New York
Arrivò negli Stati Uniti nel 1887 per lavorare per lo studio di Carrère e Hastings a New York City; sia John Mervin Carrère che Thomas Hastings erano stati compagni di studio di Masqueray all'École des Beaux Arts. Mentre era al loro servizio, Masqueray creò l'elevazione ad acquerello del Ponce de Leon Hotel a St. Augustine, Florida. Altri importanti lavori sulle tavole durante il suo periodo con lo studio includevano l'Hotel Alcazar a St. Augustine in Florida (1887), il The Commonwealth Club a Richmond in Virginia (1891) e l'Edison Building a New York City (1891, edificio ora raso al suolo).
Cinque anni dopo, entrò nello studio di Richard Morris Hunt, il primo architetto americano a frequentare l'École des Beaux Arts; nello studio di Hunt aiutò a progettare molti edifici degni di nota, tra cui la residenza di Elbridge Gerry a Marblehead in Massachusetts, la casa di William Astor sulla Quinta Strada a New York City e l'Ochre Court a Newport in Rhode Island. È probabile che abbia dato un contributo importante alla progettazione del Metropolitan Museum of Art a New York City. Contribuì anche alla progettazione di The Breakers per Cornelius Vanderbilt II sempre a Newport.

Nel 1893, Masqueray aprì l'Atelier Masqueray, per lo studio dell'architettura secondo i metodi francesi; l'architetto Walter B. Chambers condivise questa impresa. Questo fu il primo atelier completamente indipendente aperto negli Stati Uniti. A partire dal 1899, Masqueray si adoperò in modo speciale affinché le donne potessero annoverarsi tra i suoi studenti di architettura, fondando un secondo atelier appositamente per le donne a New York. Come si diceva all'epoca, 
"[Masqueray] ha una fede illimitata nella capacità delle donne di avere successo nell'architettura... a patto che lo facciano seriamente".
Sempre più spesso, gli storici dell'architettura stanno creando un collegamento tra il lavoro di Masqueray e coloro che hanno studiato con lui. È importante avere un elenco di coloro che sono stati suoi studenti nel decennio successivo a New York, al fine di promuovere ulteriore consapevolezza e ricerca.
Nel 1897, Masqueray lasciò l'ufficio di Hunt per lavorare per Warren & Wetmore, sempre a New York City, Whitney Warren era stato suo compagno di studi all'École des Beaux Arts di Parigi. I lavori in corso mentre Masqueray era con l'azienda includono: New York Yacht Club (1898), Westmorly, Harvard, MA (1898), High Tide (casa di William Starr Miller), 79 Ocean Avenue, Newport, Rhode Island, (1900), The Racquet House al Tuxedo Club, Tuxedo Park, NY, (1890-1900), e la residenza della signora Orme Wilson (ora Consolato indiano), 3 East 64th St., New York (1900-03). Fu responsabile della progettazione del Long Island College Hospital a Brooklyn.

### St. Louis
La sua reputazione divenne internazionale nel 1901 quando il commissario degli architetti dell'Esposizione internazionale della Luisiana lo scelse come capo architetto. Masqueray a sua volta assunse Louis C. Spiering e alcuni dei suoi ex studenti tra cui Frank Swales e George Nagle. Come capo architetto della Esposizione internazionale, posizione che ricoprì per tre anni, Masqueray ebbe la supervisione architettonica dell'intera fiera e progettò personalmente i seguenti edifici della Fiera:
- Palazzo dell'agricoltura;
- Le cascate e i colonnati;
- Palazzo della silvicoltura, della pesca e della selvaggina;
- Palazzo dell'orticoltura;
- Palazzo dei trasporti.

## Minnesota

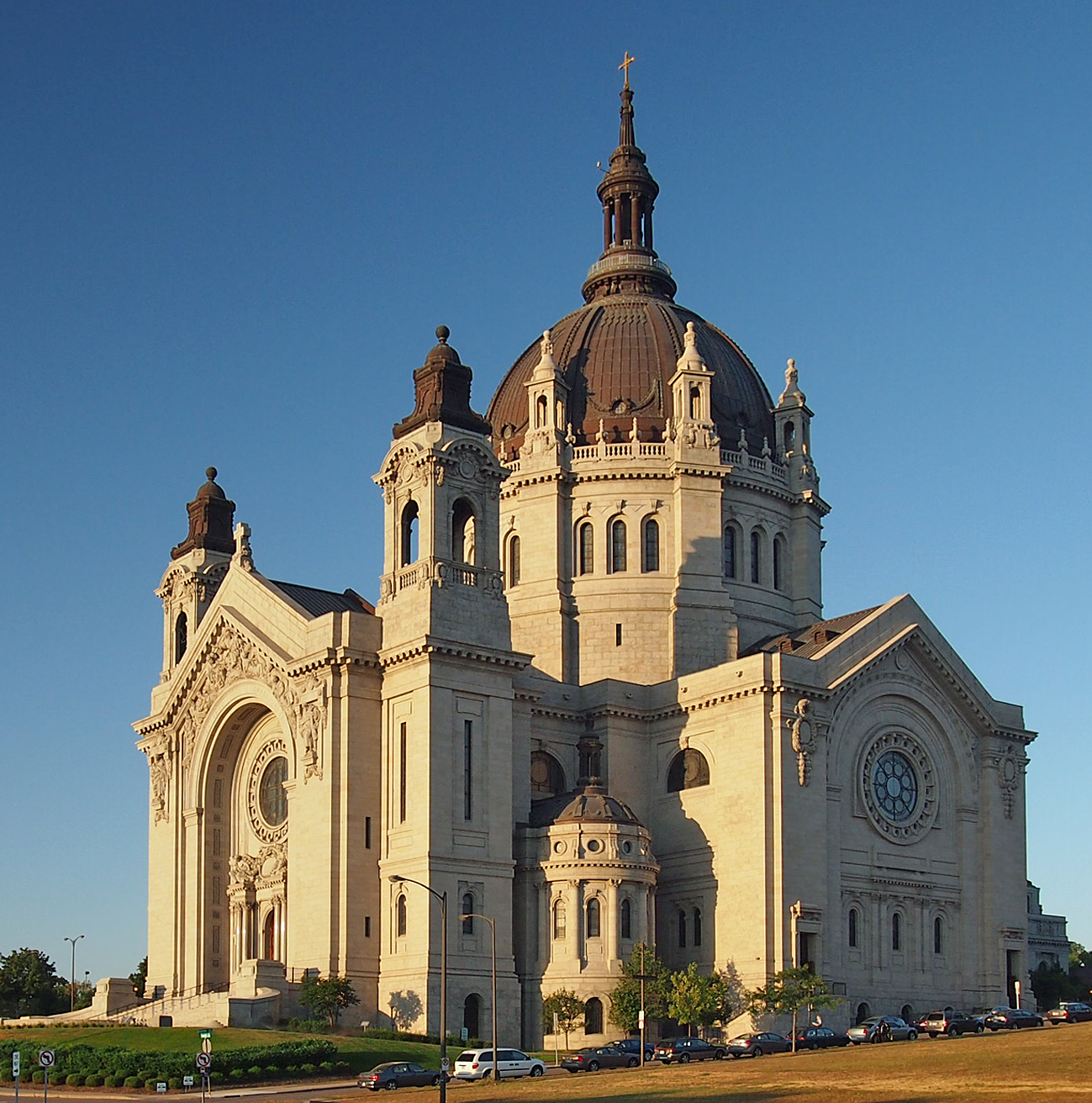
Cattedrale di San Paolo a Saint Paul

Masqueray arrivò a St. Paul nel 1905 e vi rimase fino alla morte. Progettò circa due dozzine di chiese parrocchiali per le congregazioni cattoliche e protestanti nell'Upper Midwest, tra cui:
- Cattedrale di San Paolo, St. Paul (1904)
- Basilica di Santa Maria, Minneapolis (1908)
- Chiesa cattolica dell'Incarnazione, Minneapolis (1909)
- Chiesa episcopale di San Paolo sulla collina, St. Paul (1912)
- Chiesa luterana di Betlemme, St. Paul[7]
- Cappella di San Tommaso d'Aquino, St. Paul (1918)[8]

Masqueray progettò diverse piccole chiese nella diocesi di New Ulm.
- Chiesa del Santo Redentore (1915), Marshall
- Chiesa di San Pietro (1911), San Pietro. Questa chiesa fu distrutta da un tornado nel 1998. Un nuovo complesso chiesa-scuola fu costruito in una nuova posizione a ovest della città, al 1801 West Broadway. Il St. Peter Community Center e la biblioteca pubblica occupano il sito dell'ex chiesa.
- Chiesa di Sant'Edoardo, Minneota
- Chiesa di San Francesco Saverio (1917), Benson

Masqueray progettò anche importanti residenze a St. Paul e nei dintorni (una delle quali, una casa del 1915 al 427 Portland Avenue, è stata di proprietà della personalità radiofonica Garrison Keillor) e "Wind's Eye" a Dellwood MN; diverse scuole parrocchiali per l'arcidiocesi cattolica di St. Paul; Grace Hall (1912) presso il Saint Paul Seminary e Ireland Hall (1912) presso il College of Thomas (ora University of St. Thomas).